# Lake Murray of Richland
Lake Murray of Richland é uma Região censo-designada localizada no estado norte-americano de Carolina do Sul, no Condado de Richland.

## Demografia
Segundo o censo norte-americano de 2000, a sua população era de 3526 habitantes.

## Geografia
De acordo com o United States Census Bureau tem uma área de
22,9 km², dos quais 14,9 km² cobertos por terra e 8,0 km² cobertos por água.

## Localidades na vizinhança
O diagrama seguinte representa as localidades num raio de 16 km ao redor de Lake Murray of Richland.